# Rein Veidemann

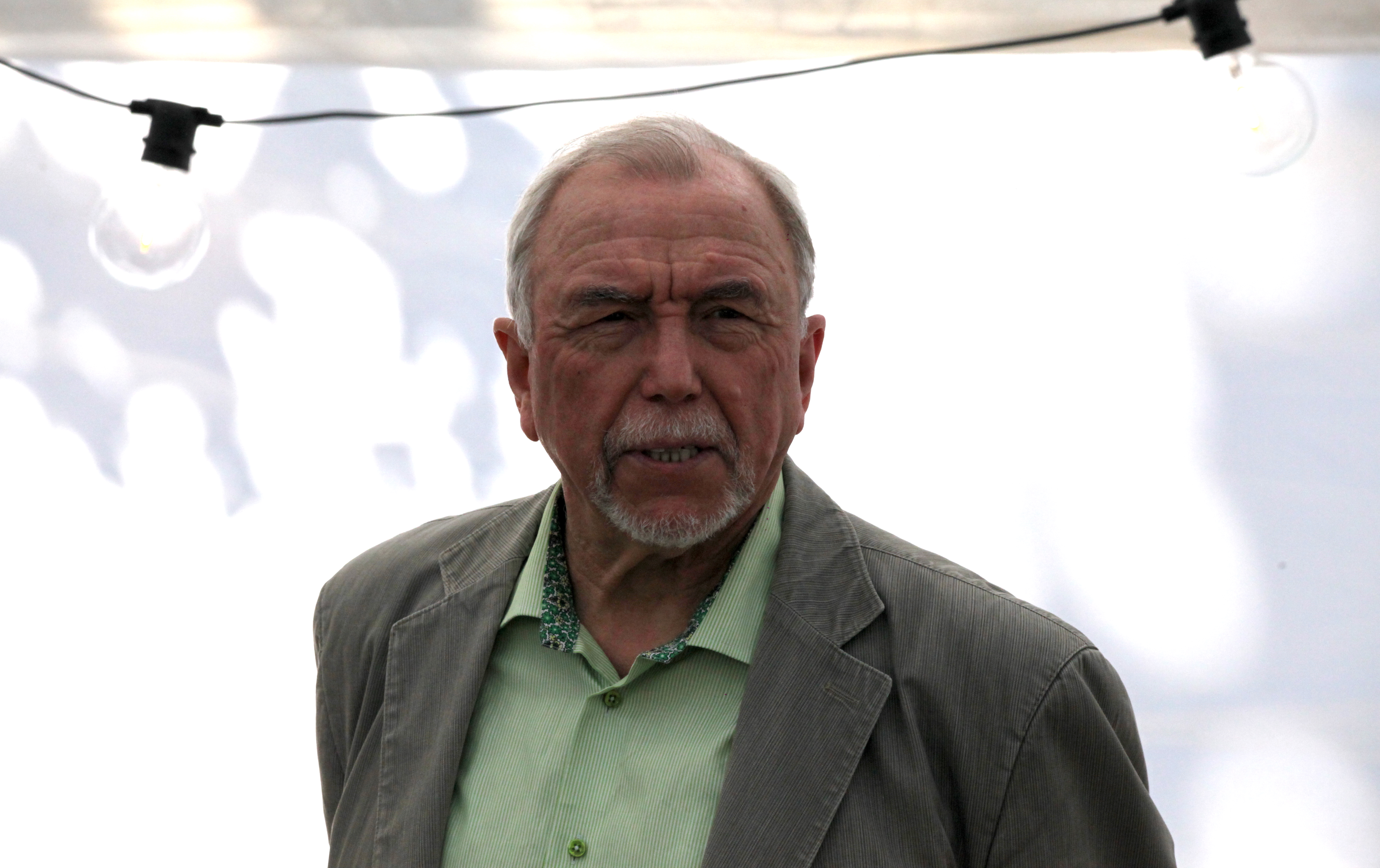
Rein Veidemann (2021)

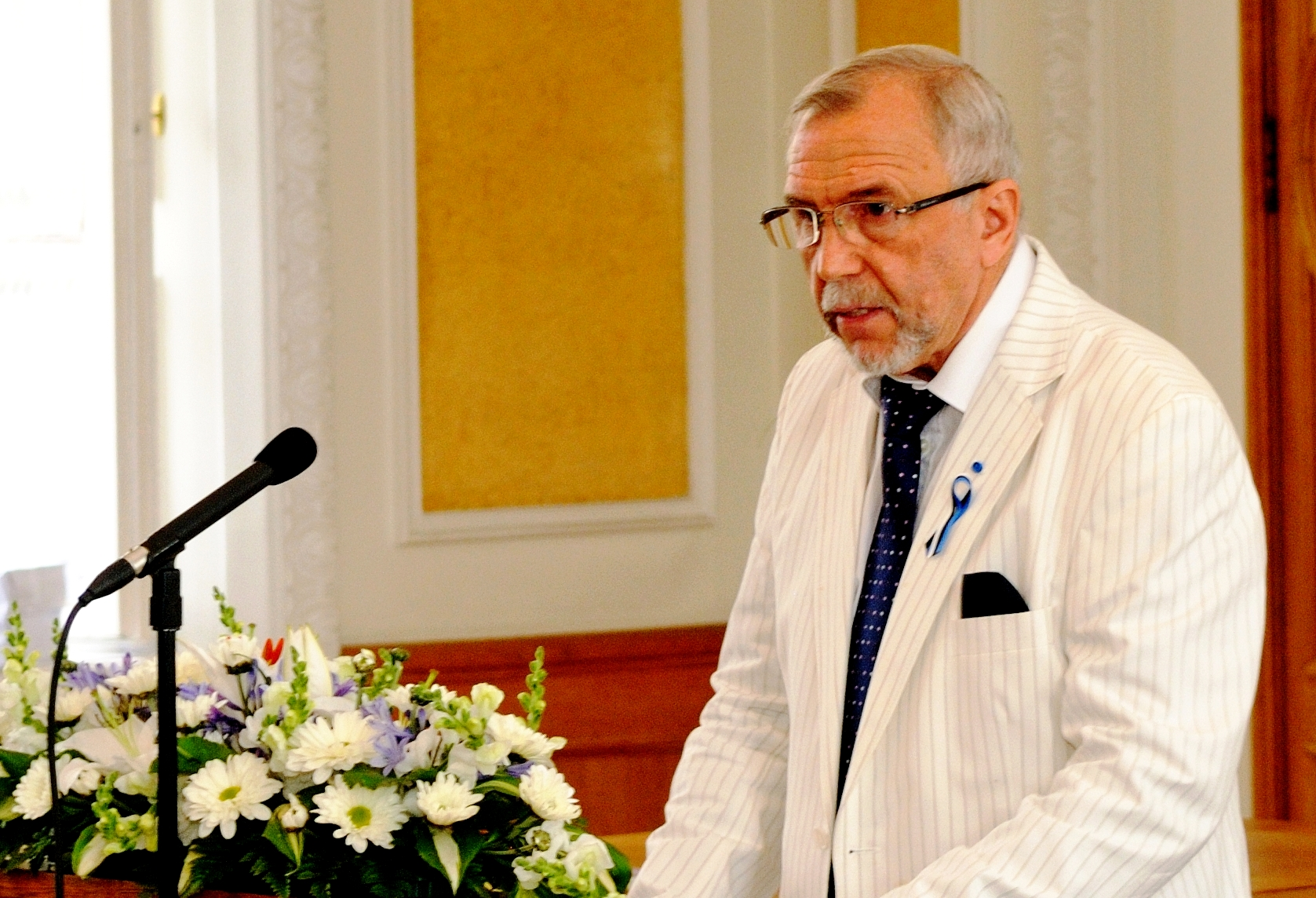
Rein Veidemann 2011

Rein Veidemann (* 17. Oktober 1946 in Pärnu) ist ein estnischer Literaturwissenschaftler und Schriftsteller.

## Leben
Rein Veidemann ging in Pärnu zur Schule machte 1965 Abitur. Danach studierte er von 1969 bis 1974 an der Universität Tartu Estnische Literatur. Von 1974 bis 1977 war er Redakteur bei der Tartuer Universitätszeitung, anschließend arbeitete er drei Jahre im Estnischen Literaturmuseum in Tartu. Von 1980 bis 1983 war er Wissenschaftler am Institut für Sprache und Literatur der Estnischen Akademie der Wissenschaften in Tallinn. 1984 verteidigte er seine Doktorarbeit „Die sowjetestnische Literaturkritik 1958 bis 1972“ und erhielt den Titel „Kandidat der Philologie“, der heute dem Dr. phil. entspricht.
Von 1983 bis 1986 war er stellvertretender Chefredakteur bei der Zeitschrift Looming, danach wechselte er zur Zeitschrift Vikerkaar, deren Gründungsherausgeber er wurde. Er leitete die Zeitschrift, die eine wichtige Rolle während der Singenden Revolution spielte, in den Jahren 1986-1989. Danach wechselte er in die Politik und war von 1990 bis 1992 Abgeordneter des Obersten Sowjets der ESSR, von 1992 bis 1995 des Riigikogu. Anschließend arbeitete er drei Jahre als Ministerialrat im Kulturministerium. Von 1998 bis 2000 war er Dozent in an der Tartuer Universität, von 2001 bis 2005 ordentlicher Professor an derselben Universität. Seit 2005 lehrt er an der Universität Tallinn.

## Bibliographie

### Bücher
- Elu keskpäev ('Lebensmittag'. Essays und Bekenntnisse). Tallinn: Loomingu Raamatukogu 1986.
- Olla kriitik...  ('Kritiker sein…', Texte aus den Jahren 1975–1985). Tallinn: Eesti Raamat 1986.
- Mälestus Golfi hoovusest: artikleid, esseid, pihtimusi 1986-1993 ('Erinnerungen an den Golfstrom. Artikel, Essays, Bekenntnisse 1986-1993'). Tallinn: Loomingu Raamatukogu 1993.
- Ajavahe: mälestusi, pihtimusi, essei ('Zeitraum. Erinnerungen, Bekenntnisse, Essays'). Tallinn: Eesti Raamat 1996.
- Kriitikakunst: uurimus kriitika olemusest ja toimest. Eesti kogemus ('Die Kunst der Kritik. Untersuchung zum Wesen und zur Funktion der Kritik. Die estnische Erfahrung'). Tallinn: Avita 2000.
- Kusagil Euroopas ('Irgendwo in Europa. Essays'). Tallinn: Eesti Keele Sihtasutus 2001.
- Lastekodu ('Kinderheim', Memoiren). Tallinn: Eesti Keele Sihtasutus 2003.
- Tuikav tekst. Artikleid ja esseid eesti kirjandusest ja kultuurist aastatel 2000–2005 ('Der pulsierende Text. Artikel und Essays zur estnischen Literatur und Kultur aus den Jahren 2000-2005'). Tartu: Tartu Ülikooli Kirjastus 2006.
- Isiku tunnistus: eluloousutlus. Esseed ja lausungid aastaist 1981–2006 ('Zeugnis der Person: biografisches Verhör'). Tallinn: SE & JS 2006.
- Eksistentsiaalne Eesti: käsitlusi eesti kirjandusest ja kultuurist 2005–2010 ('Das existenzielle Estland. Abhandlungen zur estnischen Literatur und Kultur aus den Jahren 2005-2010'). Tallinn: Tänapäev 2010.
- 101 Eesti kirjandusteost ('101 estnische Literaturwerke'). Tallinn: Varrak 2011.
- Must valgel. Valik sõnavõtte, kommentaare, arutlusi Eesti elust 2002–2011 ('Schwarz auf weiß. Auswahl von Beiträgen, Kommentaren und Überlegungen zum Leben in Estland 2002-2011"). Tallinn: Eesti Keele Sihtasutus 2011.
- Tund enne igavikku ('Eine Stunde vor der Ewigkeit'). Tallinn: Eesti Keele Sihtasutus 2012.
- Arkaadia öö. Kolm novelli ja lühiromaan novellides ('Arkadiens Nacht. Drei Novellen und ein Kurzroman in Novellen'). Tallinn: Eesti Keele Sihtasutus 2014. 202 S.
- Lausungid ja pausid. Fuuga ('Aussprüche und Pause. Fuge'). Tallinn: Eesti Keele Sihtasutus 2016. 79 S.

### Artikel (Auswahl)
- Über die Poetik der estnischen sowjetischen Literaturkritik in den Jahren 1960-1970, in: Congressus Quintus Internationalis Fenno-Ugristarum. Pars VII. Turku: Suomen Kielen Seura 1981, S. 455–458.
- Hando Runneli ilus maa, in: Keel ja Kirjandus 5/1987, 261-266
- Karje. Essee Paul-Eerik Rummo luulest, in: Keel ja Kirjandus 9/1988, S. 513–520.
- New Estonia – New Literature? in: Estonian Literary Magazine 2/1996, S. 12–13.
- Kirjandusajalugu ja/kui kaos, in: Keel ja Kirjandus 12/1999, S. 826–832.
- Edasivaade 90-ndate eesti kirjandusele: teksti, metateksti ja konteksti probleem, in: Looming 12/1999, S. 1847–1852.
- Tsensuur kui kontekst. Sissejuhatus tsensuurisemiootikassse. Eesti näide, in: Muutuste mehhanismid eesti kirjanduses ja kirjandusteaduses. Ettekandeid ja artikleid 1999. Koostanud M. Laak ja S. Olesk. Tartu: Eesti Kirjandusmuuseum 2000, S. 13–26.
- Eksistentsialistliku paradigma avaldusi 1950.-60. aastate eesti kirjanduses, in: Taasleitud aeg. Tooim. Luule Epner ja Peka Lilja. Tartu: Tartu Ülikool 2000, S. 41–50.
- Autobiograafiline Jaan Kross, in: Looming 3/2002, S. 380–386.
- Kirjandusloo semiootika poole, in: Keel ja Kirjandus 11/2002, S. 753–763.
- Literature as the factor of social coherence: Estonia's case, in: interlitteraria 8 (2003), S. 55–67.
- Kirjandus sotsiaalse sidususe tegurina. Eesti juhtum, in: Võim & kultuur. Koost. Arvo Krikmann, Sirje Olesk. Tartu: Eesti Kirjandusmuuseum 2003, S. 155–169.
- Tsenter ja perifeeria eesti kirjanduskultuuris. Probleemiasetus, in: Keel ja Kirjandus 3/2004, S. 192–200.
- Maailmakirjanduse retseptsiooniplahvatus Eestis. Lisandusi Noor-Eesti mõistmiseks, in: Keel ja Kirjandus 11/2005, S. 865–872.
- Eine kurze Einführung zum Verständnis der estnischen Literatur, in: Ural-Altaische Jahrbücher N.F. 19 (2005), S. 41–49.
- Isetekkeline eksistentsialism – eesti kultuuri ideoloogiline kood? in: Akadeemia 6/2006, S. 1191–1201.
- Kirjanik kui fiktsioon , in: Keel ja Kirjandus 12/2006, S. 945–954.
- Additions to the Comprehension of "Noor-Eesti" ("Young Estonia") as a Receptive "Explosion" of World Literature, in: interlitteraria 11/II (2006), S. 294–304.
- Eesti kirjanduslikust modernismist. A.H. Tammsaare modernism, in: Võim & kultuur 2. Koost. Mare Kõiva. Tartu: Eesti Kirjandusmuuseum 2006, S. 183–194.
- About the meaning of Estonian literature, in: interlitteraria 12 (2007), S. 63–72.
- About the Ecumenical Structure of Estonian (Literary) Culture: the Case of Kevade ('Spring') by Oskar Luts, in: interlitteraria 2/13 (2008), S. 356–363.
- Histoty of Estonian Literature as a Kernel Structure of Estonian Culture, in: interlitteraria 15/1 (2010), S. 75–84.
- Mis on eesti kultuur? Mõttevahetus: Eesti eksistentsiaalsusest, in: Looming 8/2011, S. 1130–1138.
- Symbols as Means of Creating Cultural Communication and Identity. The Estonian Case, in: interlitteraria 16/2 (2011), S. 419–440.
- Arvo Valton on this side of infinity, in: Estonian Literary Magazine 40 (Spring 2015), S. 30–33 http://www.estlit.ee/elis/?cmd=writer&id=52149&txt=3522

## Sekundärliteratur
- Sirje Olesk: Rein Veidemanni elu kirjanduses, in: Keel ja Kirjandus 10/1996, S. 714–715.